# Відстеження електронної пошти
Відстеження електронної пошти — це метод контролю доставки повідомлень електронної пошти передбачуваному одержувачу. Більшість технологій відстеження використовують певну форму запису з цифровою міткою часу, щоб виявити точний час і дату отримання або відкриття електронного листа, а також IP-адресу одержувача.
Відстеження електронної пошти є корисним, якщо відправник хоче знати, чи дійсно одержувач отримав його електронний лист та прочитав його. Однак через природу технології, відстеження електронної пошти не може вважатися абсолютно точним показником того, що повідомлення було відкрито або прочитано одержувачем.
Більшість програмного забезпечення для маркетингу електронної пошти надає функції відстеження, іноді в сукупності (наприклад, рейтинг кліків), іноді на індивідуальній основі.

## Сповіщення про прочитання
Деякі програми електронної пошти, такі як Microsoft Office Outlook і Mozilla Thunderbird, використовують механізм сповіщень про прочитання. Відправник вибирає параметр запиту на отримання сповіщення перед відправкою повідомлення, а потім після надсилання кожен одержувач має можливість сповістити відправника про те, що повідомлення було отримане або прочитане одержувачем.
Однак запит на отримання такого сповіщення не гарантує, що воно буде отримане, з декількох причин. Не всі програми або служби електронної пошти підтримують надсилання сповіщень про прочитання, і користувачі, зазвичай, можуть вимкнути цю функцію, якщо вони того бажають. Ті, які його підтримують, не обов'язково сумісні з іншою службою електронної пошти або програмою або здатні розпізнавати запити. Як правило, сповіщення про прочитання корисні лише в організації, де всі користувачі електронної пошти використовують одну й ту саму службу електронної пошти та програму.
Залежно від поштового клієнта та налаштувань одержувача, він може бути змушений натиснути кнопку сповіщення, перш ніж він зможе продовжити свою роботу. Незважаючи на те, що це процес вибору, одержувач може вважати його незручним, нечемним або агресивним.
Сповіщення про прочитання надсилаються назад до папки «Вхідні» відправника у вигляді повідомлень електронної пошти, але місце розташування може бути змінено, залежно від використовуваного програмного забезпечення та його конфігурації. Додаткова технічна інформація, наприклад, хто це, програмне забезпечення електронної пошти, яке вони використовують, IP-адреси відправника та його сервер електронної пошти, зазвичай доступні в заголовках сповіщення про прочитання.
Технічний термін для них MDN — Message Disposition Notifications, і вони запитуються шляхом вставки одного або кількох з наступних рядків у заголовки електронної пошти: X-Confirm-Reading-To:, X-Confirm-Reading-To:, або Return-Receipt-To:.
Деякі служби відстеження електронної пошти також мають сповіщення в режимі реального часу, створюючи спливаюче вікно на екрані щоразу, коли електронний лист відправника відкривається.

## Сповіщення про статус доставки
Можна запросити інший вид сповіщення, який називається DSN (Delivery Status Notification — сповіщення про статус доставки), що є запитом до сервера електронної пошти одержувача надіслати відправнику сповіщення про доставку електронного листа, якого відправник щойно надіслав. Сповіщення має форму електронного листа та вказує, чи була доставка успішною, невдалою чи з затримкою, а також попереджатиме відправника, якщо якийсь із залучених серверів електронної пошти не зміг надати відправнику підтвердження пересилання його листа. Сповіщення про статус доставки запитуються під час надсилання поштовим клієнтом відправника або серверним програмним забезпеченням (не всередині самого електронного листа чи його заголовків), і відправник може попросити ніколи не отримувати будь-яких DSN, завжди отримувати їх, або (що більшість програмного забезпечення робить за промовчанням) отримувати сповіщення лише якщо доставка не вдається (тобто: не доставлено, доставка затримується або помилка при передачі листа). Ці сповіщення про помилки доставки  зазвичай називаються «Відмовами» (Bounces). Крім того, відправник може вказати у своєму запиті на сповіщення про статус доставки, чи хоче відправник, щоб його сповіщення містило повну копію оригінального електронного листа чи лише короткий виклад того, що сталося. У протоколі SMTP запити про статус доставки запитуються в кінці команди RCPT TO: (наприклад: RCPT TO:<> NOTIFY=SUCCESS, DELAY) і команди MAIL FROM: (наприклад: MAIL FROM:<> RET=HDRS).